# طبقات الصوفية (كتاب)
طبقات الصوفية، هو كتاب في تراجم الصوفية من أهل السنة والجماعة لمؤلفه أبو عبد الرحمن السلمي

## نبذة
يتضمن هذا الكتاب الوافي الجامع خمس طبقات لأئمة الصوفية ينتقي أقوالهم عن الصدق والإخلاص والتوكل والصبر والرضا. فهذا الكتاب من عيون كتب التصوف، وهو خلاصة أمينة وافية لأحد الأصول من كتب الصوفية ذات القيمة والمكانة والشهرة.
الكتاب خلاصة متطورة وشاملة وخلاصة أمينة وافية لأحد الأصول من كتب الصوفية ذات القيمة والمكانة والشهرة، يضم تراجم وجيزة لأعلام الصوفية في عصورهم الأولى، مع كلمات لكل علم من هؤلاء الأعلام تفصح عن آرائه ونزعات فكره.
يقول في مقدمة كتابه: «أحببت أن أجمع في سِيرَ متأخِّري الأولياء كتاباً، أسميه " طبقات الصوفية " . أجعلُه على خمسِ طبقات، من أئِمة القوم، ومشايخهم، وعلمائهم. فأذكُر في كل طبقة عشرين شيخاً، من أَئِمَّتهم الذين كانوا في زمان واحد، أو قريبٍ بعضُهم من بعض. وأذكر لكل واحد، من كلامه وشَمائِله، وسِيرته، ما يدل على طريقته، وحالِه، وعلمِه، بقَدْر وُسعي وطاقتي».